# Bas chinook
Le bas chinook est un dialecte du chinook parlé à l'embouchure du fleuve Columbia.

## Dialectes
- Clatsop (Tlatsop), éteint (†). Il était parlé dans le nord-ouest de l'Oregon autour de l'embouchure du Columbia et des plaines de Clatsop (en).
- Jargon chinook
- Shoalwater (aussi connu en tant que « Chinook propre »), éteint (†) depuis les années 1930.  Le shoalwater était parlé dans le sud-ouest du Washington autour du sud de la baie de Willapa.